# 쿠를란트 포위전
쿠를란트 포위전(러시아어: блокада Курляндской группировки войск 블로카다 쿠를랸츠코이 그루피롭키 보이스크[*], 독일어: Kurland-Kessel 쿠를란트케셀[*]) 혹은 쿠를란트 교두보(독일어: Kurland-Brückenkopf 쿠를란트브뤼켕코프[*], 라트비아어: Kurzemes katls 쿠르제메스 카틀스)는 1944년 7월부터 1945년 5월 10일까지 거의 1년간 나치 독일의 북부집단군과 오스트란트 국가판무관부의 잔존 세력이 소련군에게 쿠를란트의 반도 지역에 포위된 전투를 의미한다.
1944년 10월 소련의 제1발트전선군 병력이 발트 공세 작전 단계에서 발트해 연안 클라이페다가 메멜 전투로 함락되면서 포위망이 만들어졌다. 이 작전으로 독일 북부집단군은 소련군의 공격으로 남쪽으로 밀려난 나머지 독일군과 고립되어 서쪽은 발트해, 북쪽은 이르베 해협, 동쪽은 리가만이라는 바다를 두고 라트비아의 투쿰스에서부터 리에파야까지 전선이 이어졌다. 1945년 1월 25일 북부집단군은 쿠를란트 집단군으로 이름이 바뀌었으며, 쿠를란트 포위망에 갇힌 독일군은 전쟁이 끝날 때까지 계속 포위된 채 방치되었다. 5월 8일 소련군 사령부에 항복하라는 명령이 떨어졌을 때 이들은 이미 '정전' 상태였고 독일이 항복한지 이틀 후인 5월 10일이 되어서야 독일 본토로부터 정식으로 항복 명령을 받았다. 쿠를란트에 포위된 독일군은 유럽에서 마지막으로 항복한 독일 집단군이다.

## 배경
쿠를란트는 라트비아 다른 지역처럼 1940년 6월 소련에게 점령당했다. 라트비아 소비에트 사회주의 공화국은 1941년 바르바로사 작전으로 독일군 북부집단군이 진격하며 발트해 동부 해안의 다른 섬이나 지역과 같이 점령당했다. 이후 2년간 독일 북부집단군은 레닌그라드를 점령하러 시도했지만 실패했다. 1944년 1월 소련군은 레닌그라드 포위망을 푸는데 성공했다.
1944년 6월 22일 소련군은 작전명 바그라티온 작전으로 벨라루스 지역의 전략 공세를 시작했다. 공세 목표는 나치 독일이 점령한 벨로루시 소비에트 사회주의 공화국의 탈환이었다. 바그라티온 작전은 매우 성공적이었고 독일 중부 집단군을 사실상 완전히 파괴하여 8월 29일 작전을 마쳤다. 작전 마지막 단계인 카우나스 공세와 샤울랴이 공세에서 소련군은 발트해 연안 깊숙히 진격하여 독일 북부집단군과 중부집단군 잔존 병력 사이 연결을 끊어버렸다.
바그라티온 작전의 종료 이후 소련군은 도펠코프 작전이라는 독일의 전선 회복을 위한 반격을 맞았지만 발트해 연안을 계속 점령했다. 소련군은 이후 메멜(현 클라이페다)을 점령해 북부집단군을 포위시키는 것을 목표로 메멜 공세 작전을 시작했다.

## 포위전

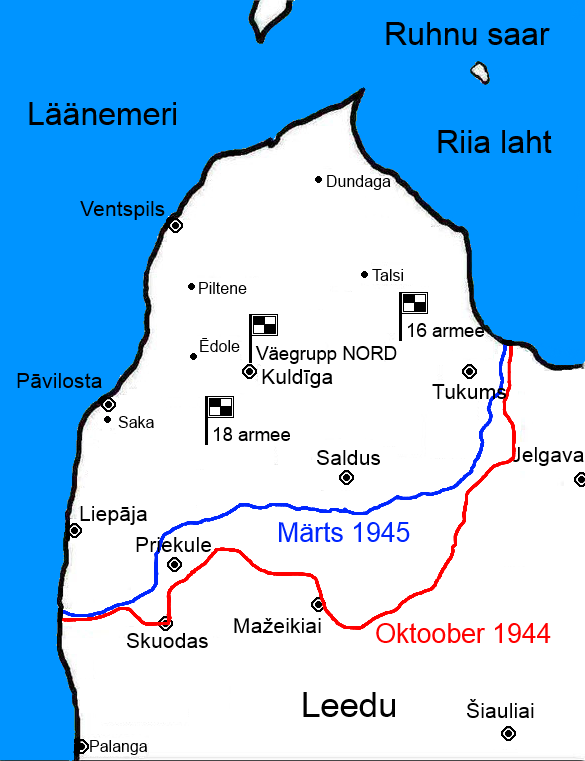
쿠를란트 포위망의 모습. 빨강 선이 1944년 10월의 전선, 파랑 선이 1945년 3월의 전선이다.

1944년 10월 9일 소련군은 제3기갑군 사령부를 점령한 후 메멜 인근 발트해에 도달했다. 이렇게 독일 북부집단군은 동프로이센의 나머지 병력과 완전히 고립되어 포위되었다. 히틀러의 군사 고문, 특히 독일군 참모총장인 하인츠 구데리안은 중앙유럽 전선의 안정을 위해 북부집단군의 병력을 철수하고 이 병력을 다른 곳에 활용하자고 주장했다. 하지만 히틀러는 이를 거부하고 발트해 연안의 독일 잠수함 기지를 보호하기 위해 쿠를란트와 에스토니아의 히우마섬, 사레마섬의 독일군에게 버티고 저항하라고 명령했다. 히틀러는 여전히 전쟁에서 승리할 수 있다고 믿었고, 되니츠의 신형 U보트인 21형 U보트가 대서양 전투에서 독일을 승리로 이끌고 연합국을 서유럽에서 몰아낼 수 있다고 믿었다. 이를 통해 쿠를란트 포위망을 새로운 공세 발판으로 삼아 동부 전선에 집중할 수 있다고 생각했다.
히틀러의 철수 거부로 육군은 "쿠를란트 교두보"라고 부른 이 포위망에 제16군과 제18군 거의 대부분 병력으로 이루어진 20만명 병력이 주둔했다. 페르디난트 쇠르너 원수가 지휘하는 북부집단군의 33개 사단은 동프로이센에서 단절되어 리가부터 리에파야까지 이어지는 전선을 따라 분산되어 있어 리가를 버리고 더 지키기 쉬운 쿠를란트 방어선으로 이동했다.
소련군은 1944년 10월 15일부터 1945년 4월 4일까지 쿠를란트 포위망의 독일군과 라트비아군을 향해 6차례 공세를 가했다. 소련의 1차 발트 공세 작전인 메멜 작전 이후 1944년 9월 14일부터 11월 24일까지 진행된 소련의 발트 공세 2단계 작전이 수행되는 동안 독일군은 두 차례 철수 작전을 단행했다.
1944년 9월 15일부터 10월 22일까지 소련군은 리가 공세를 개시해 15일 오전 10시부터 리가에 집중적인 포격을 가했다. 히틀러는 10월 11일 집단군사령관 쇠르너에게 리가 철수를 허용했고 10월 13일 제3발트전선군이 리가를 점령했다. 이후 전선은 안정화되었고 북부집단군의 잔존 병력은 쿠를란트반도에 고립되었다.

## 같이 보기
- 한니발 작전

## 참고 문헌
- Dallas, Gregor., 1945: The War That Never Ended, Yale University Press, Yale, 2006 ISBN 0-300-10980-6
- Frieser, Karl-Heinz; Schmider, Klaus; Schönherr, Klaus; Schreiber, Gerhard; Ungváry, Kristián; Wegner, Bernd (2007). 《Die Ostfront 1943/44 – Der Krieg im Osten und an den Nebenfronten》 [The Eastern Front 1943–1944: The War in the East and on the Neighbouring Fronts]. Das Deutsche Reich und der Zweite Weltkrieg [Germany and the Second World War] (독일어) VIII. München: Deutsche Verlags-Anstalt. ISBN 978-3-421-06235-2.
- Richard P. Wade: "The Survivors of the Kurland Pocket 1944-1945". American Military University, Charlestown, West Virginia, 2015.